# ゲンティン香港
ゲンティン香港（Genting Hong Kong Limited）は、クルーズ船事業、リゾート運営事業を行う持株会社。17.8%の株式をマレーシアのゲンティン（Genting Berhad）が保有している。クルーズ会社のスタークルーズ、クリスタル・クルーズ、ドリームクルーズ、リゾートのリゾートワールド・マニラ、造船業のロイド・ヴェルフトを所有している。
2020年以降、新型コロナウイルス感染症の世界的流行により経営が悪化。2020年度の純損失は17億ドル（約1946億円）に上った。2022年1月19日にバミューダで会社清算を申請。破産後はオーナーを務めていたタン・スリとリム・コック・タイがシンガポールにて新会社「リゾート・ワールド・クルーズ」（RWC）を設立しクルーズ事業を継承した。